# Universidad de Údine
La Universidad de Údine (friulano: Universitât dal Friûl; italiano: Università degli Studi di Udine; alemán: Universität Udine; lat.: Universitas Studiorum Utinensis) es una universidad localizada en Údine en el Friul, en Italia.

La universidad se fundó en 1978 junto con la Comunidad Laboral de Alpes-Adria haciéndose eco de los deseos de autonomía en la región como universidad bilingüista y tiene aprox. 17.000 estudiantes registrados.

## Facultades
La Universidad de Údine se divide en 9 facultades:
- Facultad de Ciencias Agrarias
- Facultad de Ciencias Económicas
- Facultad de Ciencias del Derecho
- Facultad de Ingenierías
- Facultad de Literatura y Filosofía
- Facultad de Idiomas
- Facultad de Medicina
- Facultad de Matemáticas, Física y Ciencias Naturales
- Facultad de Veterinaria

El rector de la Universidad de Údine es Prof. Cristiana Compagno.